# Sytse Hoekstra

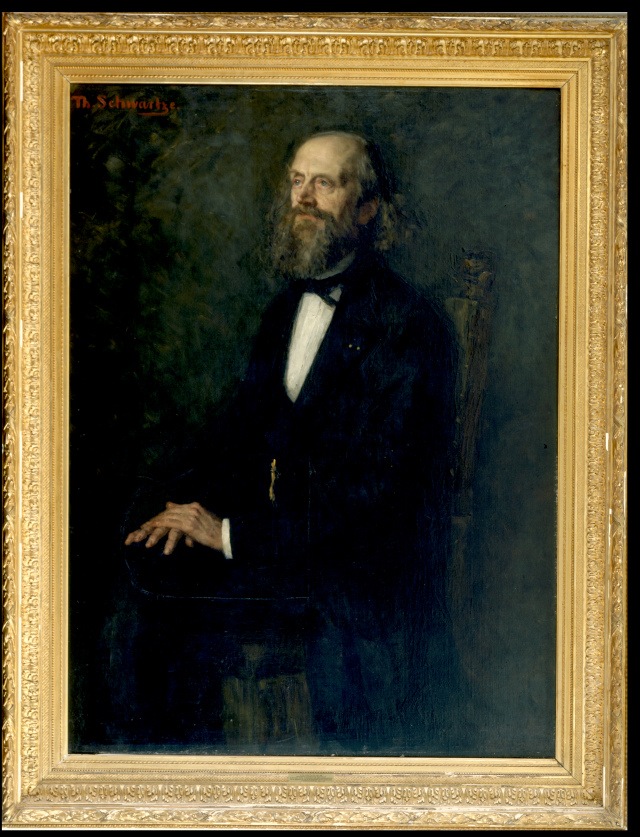
Sytse Hoekstra

Sytse Hoekstra, född den 20 augusti 1822, död den 12 juni 1898,, var en nederländsk teolog.
Hoekstra var 1845–1852 mennonitpräst och 1857–1892 professor vid Allgemeene doopsgezinde societeits seminarium i Amsterdam samt sedan 1877 professor även vid teologiska fakulteten vid Universiteit van Amsterdam. Han utvecklade en omfattande föreläsnings- och skriftställarverksamhet (hans föreläsningar i etik, dogmatik och religionsfilosofi utgavs 1894–1898 i 9 band).